# Ontherus rectangulidens
Ontherus rectangulidens là một loài bọ cánh cứng trong họ Bọ hung (Scarabaeidae).